# クロスグリップ
クロスグリップとは、マリンバ、ヴァイブラフォン、グロッケンなどのバチ（マレット）を4本持つ持ち方を指す。その際にバチがクロスすることからクロスグリップと呼ばれる。
日本ではトラディショナル・グリップと言われることも多い。他の呼び方ではスタンダード・グリップ、4本マレット奏法という場合もある。
その他の持ち方にはインディペンデント・グリップがある。

## 種類
- トラディショナル・グリップ
  - 通常の2本マレットを持った状態に外側に1本ずつ加え、片手で2本ずつ持つ。日本で最も一般的なグリップである。

- 大江グリップ
  - 大江暢子の考案したの持ち方で、通常のトラディショナル・グリップは小指と人差し指が2つのマレットにかかっているのに対し、大江グリップは小指で1本、薬指で1本で独立して持つ。

- バートン・グリップ
  - ゲイリー・バートン考案のグリップ。トラディショナル・グリップと手の中でのマレットの重なり具合が反対になる。ゲイリーがヴァイブ奏者のため、ジャズヴァイブを演奏する人に多く使われている。